# 1986年のNBAドラフト
1986年のNBAドラフトは1986年6月17日にマンハッタンのマディソン・スクエア・ガーデンにおいて開催された。

## ドラフト指名
| PG | ポイントガード | SG | シューティングガード | SF | スモールフォワード | PF | パワーフォワード | C | センター |

| * | バスケットボール殿堂入り      |
| ^ | 現役プレーヤー                |
| S | NBAオールスター               |
| A | オールNBAチーム               |
| R | NBAオールルーキーチーム       |
| D | NBAオールディフェンシブチーム |
| C | NBAチャンピオン               |
| # | NBAでのプレー経験なし         |

### 1巡目
| 指名順 | 選手名                   | POS.  | 経歴 | 国籍                         | 指名チーム                                                                                                  | 出身校など                     |
| ------ | ------------------------ | ----- | ---- | ---------------------------- | --- | ------------------------------ |
| 1      | ブラッド・ドアティ*      | C     |      | アメリカ合衆国               | クリーブランド・キャバリアーズ (from ロサンゼルス・クリッパーズ via フィラデルフィア・セブンティシクサーズ) | ノースカロライナ大学 (Sr.)     |
| 2      | レン・バイアス#          | SF    |      | アメリカ合衆国               | ボストン・セルティックス (from Seattle)                                                                     | メリーランド大学 (Sr.)         |
| 3      | クリス・ウォッシュバーン | C     |      | アメリカ合衆国               | ゴールデンステート・ウォリアーズ                                                                            | ノースカロライナ州立大学 (So.) |
| 4      | チャック・パーソンROY    | SF    |      | アメリカ合衆国               | インディアナ・ペイサーズ                                                                                    | オーバーン大学 (Sr.)           |
| 5      | ケニー・ウォーカー       | SF    |      | アメリカ合衆国               | ニューヨーク・ニックス                                                                                      | ケンタッキー大学 (Sr.)         |
| 6      | ウィリアム・ベドフォード | C     |      | アメリカ合衆国               | フェニックス・サンズ                                                                                        | メンフィス大学 (Jr.)           |
| 7      | ロイ・タープリー         | C     |      | アメリカ合衆国               | ダラス・マーベリックス (from クリーブランド・キャバリアーズ)                                                | ミシガン大学 (Sr.)             |
| 8      | ロン・ハーパー           | SF    |      | アメリカ合衆国               | クリーブランド・キャバリアーズ *                                                                            | マイアミ大学 (Sr.)             |
| 9      | ブラッド・セラーズ       | C     |      | アメリカ合衆国               | シカゴ・ブルズ                                                                                              | オハイオ州立大学 (Sr.)         |
| 10     | ジョニー・ドーキンス     | PG    |      | アメリカ合衆国               | サンアントニオ・スパーズ                                                                                    | デューク大学 (Sr.)             |
| 11     | ジョン・サリー           | PF    |      | アメリカ合衆国               | デトロイト・ピストンズ (from サクラメント・キングス)                                                        | ジョージア工科大学 (Sr.)       |
| 12     | ジョン・S・ウィリアムズ  | PF    |      | アメリカ合衆国               | ワシントン・ブレッツ                                                                                        | ルイジアナ州立大学 (So.)       |
| 13     | ドウェイン・ワシントン   | PG    |      | アメリカ合衆国               | ニュージャージー・ネッツ                                                                                    | シラキュース大学 (Sr.)         |
| 14     | ウォルター・ベリー       | SF/PF |      | アメリカ合衆国               | ポートランド・トレイルブレイザーズ                                                                          | セントジョンズ大学 (Sr.)       |
| 15     | デル・カリー             | SG/SF |      | アメリカ合衆国               | ユタ・ジャズ                                                                                                | バージニア工科大学 (Sr.)       |
| 16     | モーリス・マーティン     | SF    |      | アメリカ合衆国               | デンバー・ナゲッツ (from ダラス・マーベリックス)                                                            | セントジョセフ大学 (Sr.)       |
| 17     | ハロルド・プレスリー     | SF    |      | アメリカ合衆国               | サクラメント・キングス (from デトロイト・ピストンズ)                                                        | ビラノバ大学 (Sr.)             |
| 18     | マーク・アラリー         | PF    |      | アメリカ合衆国               | デンバー・ナゲッツ                                                                                          | デューク大学 (Sr.)             |
| 19     | ビリー・トンプソン       | SF    |      | アメリカ合衆国               | アトランタ・ホークス                                                                                        | ルイビル大学 (Sr.)             |
| 20     | バック・ジョンソン       | SF    |      | アメリカ合衆国               | ヒューストン・ロケッツ                                                                                      | アラバマ大学 (Sr.)             |
| 21     | アンソニー・ジョーンズ   | SF    |      | アメリカ合衆国               | ワシントン・ブレッツ (from フィラデルフィア・セブンティシクサーズ)                                          | ネバダ大学ラスベガス校 (Sr.)   |
| 22     | スコット・スカイルズ     | PG    |      | アメリカ合衆国               | ミルウォーキー・バックス                                                                                    | ミシガン州立大学 (Sr.)         |
| 23     | ケン・バーロー#          | PF    |      | アメリカ合衆国               | ロサンゼルス・レイカーズ                                                                                    | ノートルダム大学 (Sr.)         |
| 24     | アルビダス・サボニス^    | C     |      | ソビエト連邦 · ( リトアニア) | ポートランド・トレイルブレイザーズ (from ボストン・セルティックス via ロサンゼルス・クリッパーズ)           | BCジャルギリス (ソ連)          |

### 2巡目
| 指名順 | 選手名                        | POS. | 経歴 | 国籍           | 指名チーム                                                                           | 出身校など                               |
| ------ | ----------------------------- | ---- | ---- | -------------- | ------------------------------------------------------------------------------------ | ---------------------------------------- |
| 25     | マーク・プライス*             | PG   |      | アメリカ合衆国 | ダラス・マーベリックス, ドラフト当日クリーブランド・キャバリアーズにトレードされた。 | ジョージア工科大学 (Sr.)                 |
| 26     | グレッグ・ドリーリング        | C    |      | アメリカ合衆国 | インディアナ・ペイサーズ                                                             | カンザス大学 (Sr.)                       |
| 27     | デニス・ロドマン^             | PF   |      | アメリカ合衆国 | デトロイト・ピストンズ                                                               | サウスイースタンオクラホマ州立大学 (Sr.) |
| 28     | ラリー・クリスコーヴィアク    | PF   |      | アメリカ合衆国 | シカゴ・ブルズ                                                                       | モンタナ大学 (Sr.)                       |
| 29     | ジョニー・ニューマン          | SF   |      | アメリカ合衆国 | クリーブランド・キャバリアーズ                                                       | リッチモンド大学 (Sr.)                   |
| 30     | ネイト・マクミラン            | PG   |      | アメリカ合衆国 | シアトル・スーパーソニックス                                                         | ノースカロライナ州立大学 (Sr.)           |
| 31     | ジョー・ウォード#             | SF   |      | アメリカ合衆国 | フェニックス・サンズ                                                                 | ジョージア大学 (Sr.)                     |
| 32     | セドリック・ヘンダーソン      | PF   |      | アメリカ合衆国 | アトランタ・ホークス                                                                 | ジョージア大学 (Sr.)                     |
| 33     | ケビン・ダックワース+         | C    |      | アメリカ合衆国 | サンアントニオ・スパーズ                                                             | 東イリノイ大学 (Sr.)                     |
| 34     | ジョニー・ロジャース          | PF   |      | アメリカ合衆国 | サクラメント・キングス                                                               | カリフォルニア大学アーバイン校 (Sr.)     |
| 35     | ミルト・ワグナー              | SG   |      | アメリカ合衆国 | ダラス・マーベリックス                                                               | ルイビル大学 (Sr.)                       |
| 36     | スティーブ・ミッチェル#       | PG   |      | アメリカ合衆国 | ワシントン・ブレッツ                                                                 | アラバマ大学バーミングハム校 (Sr.)       |
| 37     | パナギオティス・ファソウラス# | C    |      | ギリシャ       | ポートランド・トレイルブレイザーズ                                                   | ノースカロライナ州立大学 (Sr.)           |
| 38     | レモーネ・ランプリー#         | C    |      | アメリカ合衆国 | シアトル・スーパーソニックス                                                         | デポール大学 (Sr.)                       |
| 39     | ラファエル・アディソン        | SF   |      | アメリカ合衆国 | フェニックス・サンズ                                                                 | シラキュース大学 (Sr.)                   |
| 40     | アウグスト・ビネリ#           | C    |      | イタリア       | アトランタ・ホークス                                                                 | ヴィルトゥス・ボローニャ (イタリア)      |
| 41     | オーティス・スミス            | SG   |      | アメリカ合衆国 | デンバー・ナゲッツ                                                                   | ジャクソンビル大学 (Sr.)                 |
| 42     | ロン・ケロッグ#               | SF   |      | アメリカ合衆国 | アトランタ・ホークス                                                                 | カンザス大学 (Sr.)                       |
| 43     | デイブ・フェイトル            | C    |      | アメリカ合衆国 | ヒューストン・ロケッツ                                                               | テキサス大学エルパソ校 (Sr.)             |
| 44     | デビッド・ウィンゲート        | SG   |      | アメリカ合衆国 | フィラデルフィア・セブンティシクサーズ                                               | ジョージタウン大学 (Sr.)                 |
| 45     | キース・スミス                | PG   |      | アメリカ合衆国 | ミルウォーキー・バックス                                                             | ロヨラメアリマウント大学 (Sr.)           |
| 46     | ジェフ・ホーナセック+         | SG   |      | アメリカ合衆国 | フェニックス・サンズ                                                                 | アイオワ州立大学 (Sr.)                   |
| 47     | マイケル・ジャクソン          | PG   |      | アメリカ合衆国 | ニューヨーク・ニックス                                                               | ジョージタウン大学 (Sr.)                 |

### 3巡目以降
| 指名順 | 選手名                     | POS.  | 経歴 | 国籍                         | 指名チーム                             | 出身校など                               |
| ------ | -------------------------- | ----- | ---- | ---------------------------- | -------------------------------------- | ---------------------------------------- |
| 48     | フォレスト・マッケンジー   | SF    |      | アメリカ合衆国               | サンアントニオ・スパーズ               | ロヨラメアリマウント大学 (Sr.)           |
| 50     | ケビン・ヘンダーソン       | PG    |      | アメリカ合衆国               | クリーブランド・キャバリアーズ         | カリフォルニア州立フラートン大学 (Sr.)   |
| 51     | マイク・ウィリアムズ       | PF/SF |      | アメリカ合衆国               | ゴールデンステート・ウォリアーズ       | ブラッドリー大学 (Sr.)                   |
| 52     | リッキー・ウィルソン       | PG    |      | アメリカ合衆国               | シカゴ・ブルズ                         | ジョージメイソン大学 (Sr.)               |
| 53     | トッド・マーフィー         | PF    |      | アメリカ合衆国               | シアトル・スーパーソニックス           | カリフォルニア大学アーバイン校 (Sr.)     |
| 54     | ドウェイン・ポリー         | SG    |      | アメリカ合衆国               | ロサンゼルス・クリッパーズ             | ペパーダイン大学 (Sr.)                   |
| 55     | ケニー・ガティソン         | PF    |      | アメリカ合衆国               | フェニックス・サンズ                   | オールドドミニオン大学 (Sr.)             |
| 57     | ブルース・ダグラス         | SG    |      | アメリカ合衆国               | サクラメント・キングス                 | イリノイ大学 (Sr.)                       |
| 58     | デビッド・ヘンダーソン     | PG    |      | アメリカ合衆国               | ワシントン・ブレッツ                   | デューク大学 (Sr.)                       |
| 60     | ドラジェン・ペトロヴィッチ | SG    |      | ユーゴスラビア ( クロアチア) | ポートランド・トレイルブレイザーズ     | KKツィボナ (ユーゴスラビア)              |
| 61     | ジョン・シャスカイ         | C     |      | アメリカ合衆国               | ユタ・ジャズ                           | ミネソタ大学 (Sr.)                       |
| 65     | デイブ・ホッペン           | C     |      | アメリカ合衆国               | アトランタ・ホークス                   | ネブラスカ大学 (Sr.)                     |
| 66     | アンソニー・ブーイ         | SG    |      | アメリカ合衆国               | ヒューストン・ロケッツ                 | オクラホマ大学 (Sr.)                     |
| 67     | ロン・ロワン               | SG    |      | アメリカ合衆国               | フィラデルフィア・セブンティシクサーズ | セントジョンズ大学 (Sr.)                 |
| 69     | アンドレ・ターナー         | PG    |      | アメリカ合衆国               | ロサンゼルス・レイカーズ               | メンフィス州立大学 (Sr.)                 |
| 70     | ジム・レス                 | PG    |      | アメリカ合衆国               | アトランタ・ホークス                   | ブラッドリー大学 (Sr.)                   |
| 74     | スコット・ミーンツ         | PF    |      | アメリカ合衆国               | シカゴ・ブルズ                         | イリノイ大学 (Sr.)                       |
| 77     | グラント・ゴンドレジック   | SG    |      | アメリカ合衆国               | フェニックス・サンズ                   | ペパーダイン大学 (Sr.)                   |
| 85     | マイロン・ジャクソン       | PG    |      | アメリカ合衆国               | ダラス・マーベリックス                 | アーカンソー大学 (Sr.)                   |
| 89     | コナー・ヘンリー           | SG    |      | アメリカ合衆国               | ヒューストン・ロケッツ                 | カリフォルニア大学サンタバーバラ校 (Sr.) |
| 95     | リチャード・レルフォード   | SF    |      | アメリカ合衆国               | インディアナ・ペイサーズ               | ミシガン大学 (Sr.)                       |
| 97     | クリントン・スミス         | SG    |      | アメリカ合衆国               | ゴールデンステート・ウォリアーズ       | クリーブランド州立大学 (Sr.)             |
| 99     | ドミニク・プレスリー       | PG    |      | アメリカ合衆国               | シアトル・スーパーソニックス           | ボストンカレッジ (Sr.)                   |
| 100    | ステフォンド・ジョンソン   | PF    |      | アメリカ合衆国               | ロサンゼルス・クリッパーズ             | サンディエゴ州立大学 (Sr.)               |
| 120    | ピート・マイアーズ         | G/SF  |      | アメリカ合衆国               | シカゴ・ブルズ                         | アーカンソー大学 (Sr.)                   |
| 122    | カーティス・キッチン       | PF    |      | アメリカ合衆国               | シアトル・スーパーソニックス           | 南フロリダ大学 (Sr.)                     |
| 124    | ティム・ケンプトン         | PF    |      | アメリカ合衆国               | ロサンゼルス・クリッパーズ             | ノートルダム大学 (Sr.)                   |
| 133    | アンソニー・フレデリック   | SF    |      | アメリカ合衆国               | デンバー・ナゲッツ                     | ペパーダイン大学 (Sr.)                   |
| 134    | アレクサンドル・ボルコフ   | C     |      | ソビエト連邦 · ( ウクライナ) | アトランタ・ホークス                   | Budivelnik Kiev (ソ連)                   |

* compensation for draft choices traded away by テッド・ステピーン